# The Dreadnoughts
 (avril 2023).
The Dreadnoughts (littéralement Les Cuirassés en anglais) est un groupe canadien de punk folk de Vancouver.

## Membres
- The Fang : guitare et voix
- Wormley Wangersnitch : violon
- Leroy "Slow Ride" McBride : accordéon et voix
- Drew Sexsmith, mandoline, banjo et voix
- Squid Vicious : basse
- The Stupid Swedish Bastard : tambours

## Discographie

### EP
- 2010 : Cyder Punks Unite
- 2011 : Uncle Touchy Goes To College (Bellydrop Records)